# Carole Darricarrère
Œuvres principales
- La Tentation du bleu (poème chorégraphique en cinq mouvements), Farrago, 1999
- Tectonique des plaques, Une rupture, Comp'Act, 2001
- Le Sermon sous la langue, Seghers, 2003

Carole Darricarrère est une poétesse française née à Abidjan en 1959.
Son travail oscille entre la poésie, la littérature et ce qu'elle appréhende comme étant des formes parallèles de son écriture : la création photographique et la création radiophonique.

## Parcours
En 1999, le CNL lui attribue une bourse d'encouragement à la création La Tentation du bleu, son premier livre.
Des traductions ont été faites aux États-Unis par le poète Guy Bennett pour les revues Faucheuse et Rhizome ; en serbe par le poète yougoslave Slobodan Jovalekic pour le compte de Milan Orlic, éditeur à Belgrade, et de Radomir Uljarevic, éditeur à Podgorica ; en russe d’extraits d’un manuscrit inédit Les Fragments en 2007 par Dimitri Kouzmine, et vers le chinois à Pékin à l'automne 2009.
Elle rédige également des critiques littéraires : sur le site de La Cause littéraire, sur Sitaudis et sur Libr-Critique.

### Livres
- La Tentation du bleu (poème chorégraphique en cinq mouvements), collection « Biennale internationale des poètes en Val-de-Marne », éditions Farrago, 1999[5]
- Tectonique des plaques, Une rupture, collection « Morari », éditions Comp'Act, 2001[6]
- Le Sermon sous la langue (paroles-mères), éditions Seghers, 2003[7]
- Le (Je) de Léna, éditions Melville, 2004[8]
- L ve, Masala poème, Tombeau de la vie perpétuelle, Ragage éditeur, 2007[9]
- Demain l’apparence occultera l’apparition, collection « présent (im)parfait », éditions Isabelle Sauvage, 2009[10]
- Chair de l’effacement (recueil textes et photographies), collection « ligatures », éditions Isabelle Sauvage, 2014[11]
- Beijing blues,  (recueil textes et photographies), collection de « la Galerie de l'Or du temps » no 113, éditions du Petit Véhicule, 2018[12]

### Livre d'artiste
- Monochrome de l'astreinte, en collaboration avec la plasticienne et éditrice Wanda Mihuleac, éditions Transignum, 2010

### Texte etphotographies
- Quelle belle journée !, livre d'artiste sur commande, texte et photographies, version numérique sur le site du Nouveau Recueil, 2008 [lire en ligne]

### Collaborations

#### Anthologies
- « Léna ( le chant des sirènes ) » et « In solo » dans Territoires, ouvrage collectif publié par les éditions Fourbis, 1997
- « Combat du Bleu Chant des Chutes », dans Noir sur blanc, une anthologie, Henri Deluy, éditions Fourbis, 1998

#### Livre sur un artiste
- « Son corps opulent d’oiseaux off sky en rappel de ses mains », « La robe du jour est toujours plus claire que l’œillet sombre de la nuit » et « Quelqu’un aura coupé le son » dans Quantités discrètes de Jean Yves Cousseau (en écho au travail de l’artiste ; avec des collaborations de Sarah Clément, Stéphane Crémer, Alain Madelaine-Perdrillat, Jean-Louis Poitevin, Tom Raworth, Alain Rebours et Frédérique Verlinden), Fage éditions, 2006[13]

#### Revues
- Poème « Avant lundi », Action Poétique, n°137, 4e trimestre 1994
- Poème « Belle route jusqu'à Tamatave », 15 septembre 1995, Action Poétique, n°142-143, 2e trimestre 1996
- Poème « Landscape 1 (les nights) », Action Poétique, n°152, 3e trimestre 1998
- Poème « Le (je) de Léna », 20 février 1999, Action Poétique, n°155, 2e trimestre 1999
- « Femme », Passage d’encres n°13 « À bras-le-corps », décembre 2000
- Texte « Brouillon de pistes (Journal d’un voyageur immobile) » (texte et photographies), Passage d’encres n°16 « Terra cognita, Le devisement du monde », décembre 2001
- Poème « A/D/N (Higher birds) » (extrait de Le Sermon sous la langue), Le Nouveau Recueil n°61, décembre 2001-février 2002
- Poème « Une fois parvenu destitué » (extrait de Le Sermon sous la langue), Action Poétique, n°170, janvier 2003
- Poème « Fragments sur les ailettes » (« Le (je) de Léna »), La Revue Littéraire, octobre 2004
- Texte « Latex lyrique », Le Nouveau Recueil n°73, décembre 2004-février 2005 [lire en ligne]
- « Lettre posthume de Vincent Van Gogh à son frère Théo », Le Nouveau Recueil n°85, décembre 2007-février 2008
- Texte « Effraction », Pékin, octobre 2009, Action Poétique, n°201, septembre 2010

D'autres textes inédits ont été publiés par les revues Rétroviseur, La Polygraphe, Java, Passages, le site Le Chemin d'Arthur, les revues Ffwl Lleuw, Zone sensible et L'Intranquille.

## Créations radiophoniques
- « Micro allemand. Étoiles et voie lactée. Nuit et aube », création radiophonique en collaboration avec Thierry Génicot, Belgique, 2002[16]
- « Dernier vol », poème radiophonique de Carole Darricarrère et Nathalie Battus, émission « L'Atelier de la création » d'Irène Omélianenko, France culture, 13 novembre 2014 [écouter en ligne] (avec quatre photos de Carole Darricarrère)

## Photographie

### Exposition personnelle
- Galerie Jean-Michel Faudemer, Paris XVIII, juin 2002

### Parcours photographique
Des aspects de son travail photographique ont été présentés aux États-Unis en Juin 2000 par la revue Faucheuse, en France dans le n°16 de la revue Passage d'encres en Décembre 2001, au Théâtre-Poème à Bruxelles en 2003 dans le cadre d'un accrochage, à Pékin au Centre Culturel Français en novembre 2009 dans le cadre d'une projection.
Le projet photographique « Homo Domesticus » (125x75cm) a été présenté dans le cadre de l'exposition collective réalisée à l'occasion de la sortie du Guide ménager et galant de l'homme d'intérieur (Richard Belfer, éditions du Seuil) à La Mercerie, 98 rue Oberkampf, Paris XIème, du 14 mai au 12 juin 2001.

## Sur Carole Darricarrère
- Richard Blin, « Le (je) de Léna », Le Matricule des anges, n°59, janvier 2005 [lire en ligne]
- Angèle Paoli, « Carole Darricarrère, Les doubles jeux du (Je) », site Terres de femmes, mai 2005 [lire en ligne]
- Richard Blin, « L VE », Le Matricule des anges, n°87, octobre 2007 [lire en ligne]
- Françoise Hán, chronique sur « Demain l’apparence occultera l’apparition » dans Les Lettres françaises, 6 février 2010[17]
- Richard Blin, « Demain l’apparence occultera l’apparition », Le Matricule des anges, n°110, février 2010 [lire en ligne]
- Christophe Stolowicki, chronique sur Chair de l’effacement, site Inks-passages d’encre, 27 novembre 2014 [lire en ligne]
- Richard Blin, chronique sur Chair de l’effacement, Le Matricule des anges, n°160, février 2015
- Isabelle Lévesque, chronique sur Chair de l’effacement dans « À livre ouvert, avril 2016 », site Terre à ciel, avril 2016 [lire en ligne]
- Christophe Stolowicki, « Beijing Blues de Carole Darricarrère », site Sitaudis, 20 juin 2018 [lire en ligne]
- Fabien Ribery, « L’indifférence martiale des pas, Beijing Blues, par Carole Darricarrère, photographe et poète », site L'Intervalle, 23 juin 2018 [lire en ligne]
- Richard Blin, « Fécondité de l'écart », chronique sur Beijing blues, Le Matricule des anges, n°195, juillet-août 2018

Autres critiques dans le Cahier Critique de Poésie du Centre international de poésie Marseille et Le Mensuel littéraire et poétique de Bruxelles.